# Denton (Texas)
Denton is een plaats (city) in de Amerikaanse staat Texas, en valt bestuurlijk gezien onder Denton County.

## Demografie
Bij de volkstelling in 2000 werd het aantal inwoners vastgesteld op 80.537.
In 2006 is het aantal inwoners door het United States Census Bureau geschat op 109.561, een stijging van 29024 (36.0%). In 2010 bedroeg het inwonersaantal 113.383 (498 inwoners per km²). In 2016 werd het aantal op 133.808 geschat.

## Geografie
Volgens het United States Census Bureau beslaat de plaats een oppervlakte van
161,5 km², waarvan 159,3 km² land en 2,2 km² water.

## Geboren
- Ann Sheridan (1915-1967), actrice
- Don Beck (1937-2022), organisatieadviseur
- Ray Peterson (1939-2005), zanger
- Sly Stone (1943-2025), muzikant, componist en platenproducer

## Plaatsen in de nabije omgeving
De onderstaande figuur toont nabijgelegen plaatsen in een straal van 12 km rond Denton.